# Carl Gustaf af Leopold

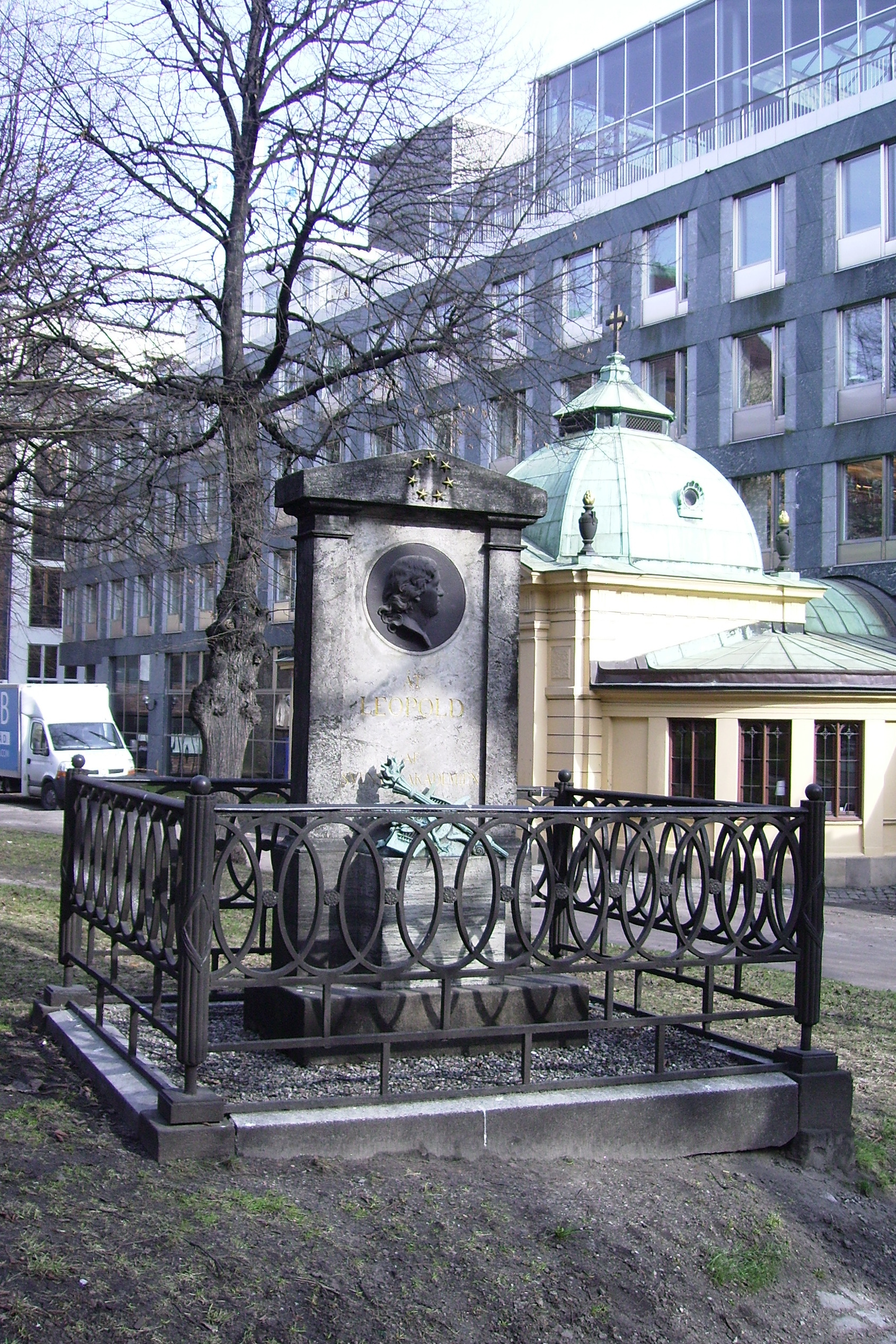
Grób af Leopolda przy kościele św. Klary w Sztokholmie

Carl Gustaf af Leopold (przed nobilitacją Leopold, także Leopoldt) – szwedzki poeta, pisarz i dramaturg; ochrzczony 3 kwietnia 1756 w kościele Marii Magdaleny w Sztokholmie; zmarł 9 listopada 1829 roku w Sztokholmie. 
Leopold był synem urzędnika celnego Carla Adama Leopoldta i Marthy Christiny Hobel, a dorastał w Norrköping. Kształcił się w Söderköping, a następnie rozpoczął naukę w gimnazjum w Linköping.
Od 1773 roku studiował w Uppsali. Po ukończeniu studiów pracował jako nauczyciel domowy. W 1778 roku Leopold wystąpił z typowym w tych czasach poematem pochwalnym z okazji urodzin księcia Gustawa Adolfa i uzyskał uznanie. Leopold był przedstawicielem szwedzkiego oświecenia i pisał wiersze w stylu klasycyzmu francuskiego. Zwalczał kierunek burzy i naporu reprezentowany przez Thomasa Thorilda.
Carl Gustaf af Leopold był bliskim współpracownikiem króla Gustawa III, szczególnie po wycofaniu się Johana Henrika Kellgrena. W lutym 1786 roku Leopold został mianowany przez króla na asystenta sekretarza dworu, a w czerwcu 1786 roku został członkiem ufundowanej przez króla Akademii Szwedzkiej. Na początku 1787 roku został bibliotekarzem w bibliotece w Drottningholm, a w 1788 roku prywatnym sekretarzem króla.
Ożenił się w 1790 roku z Sarą Petronelli Fehman (1761/29), której matka była nieślubną córką Fryderyka V Oldenburga. Małżeństwo było bezdzietne. 
Carl Michael Bellman poświęcił Leopoldowi jedną ze swoich najpiękniejszych pieśni (Hvila vid denna källa, Fredmans epistel Nr. 82).
Oprócz wierszy pisał także dramaty, nowele i pieśni kościelne. Leopoldowi udało się zachować stanowiska mimo różnych rządów. Po zamordowaniu Gustawa III był pod opieką księcia Karola i hrabiego Gustafa Adolfa Reuterholma, a później samodzielnie panującego Gustawa IV Adolfa i monarchii konstytucyjnej po zamachu w 1809 roku. W 1801 roku na zlecenie Akademii Szwedzkiej napisał zasady pisania pism według ortografii języka szwedzkiego. W 1809 roku brał udział przy opracowaniu artykułu o wolności prasy w konstytucji szwedzkiej. Za wniesiony wkład w opracowanie prawa prasowego w tym samym roku otrzymał tytuł szlachecki i nazywał się af Leopold. W 1821 roku utracił wzrok.
Leopold pozostał całe życie wierny duchowi oświecenia i francuskiemu klasycyzmowi. To wzbudziło podziw Esaiasa Tegnéra, ale także niechęć romantyków.

## Literatura
- Torkel Stålmarck: Medelmåttan. En porträtt av Carl Gustaf af Leopold. Stockholm 2005